# David Claerbout

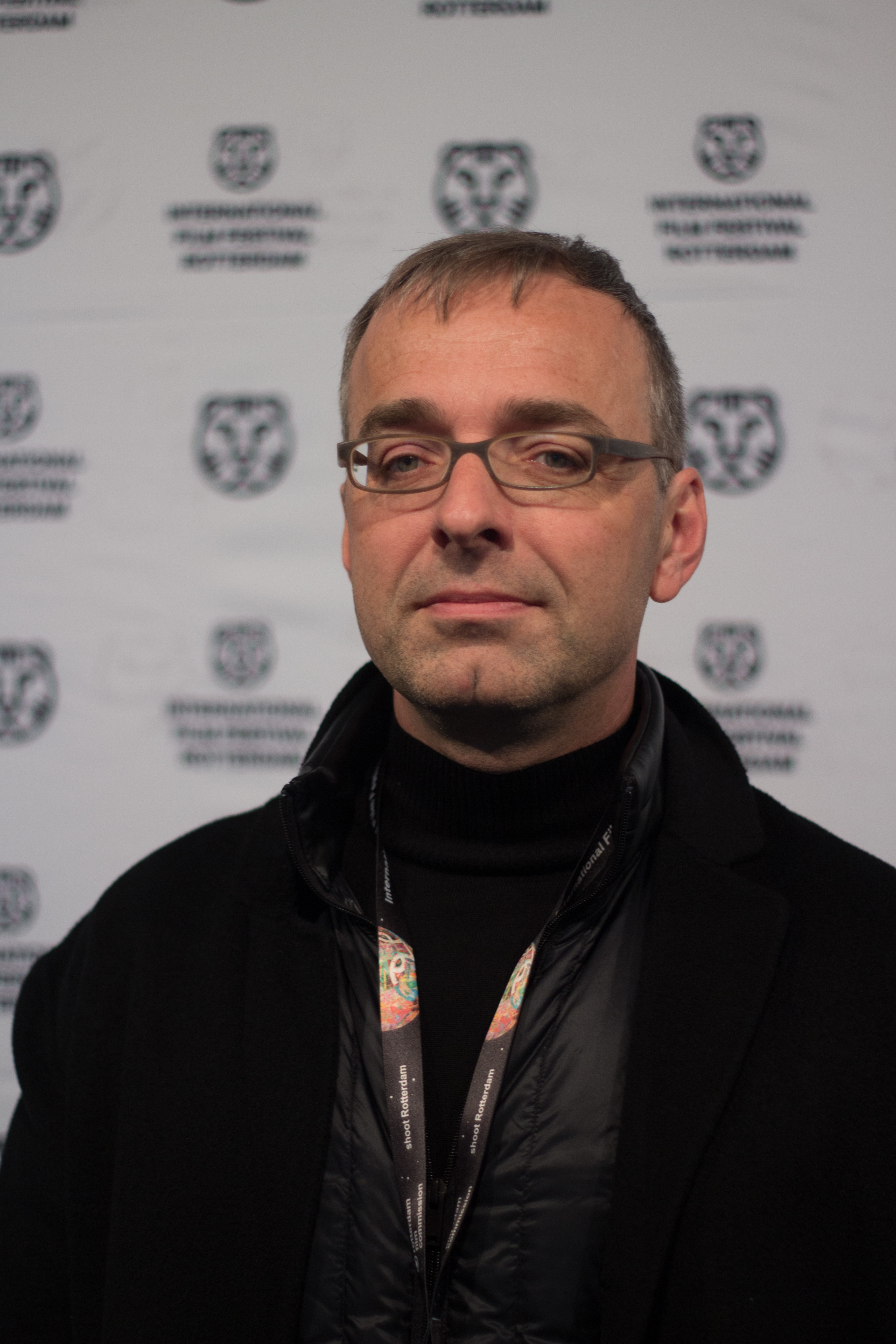
David Claerbout, 2017

David Claerbout (Kortrijk, 1969) is een toonaangevend Belgisch videokunstenaar die woont en werkt in Antwerpen.

## Biografie
Claerbout is van opleiding kunstschilder maar past in zijn werk fotografische en filmische technieken toe. Daarbij ontwikkelde hij een oorspronkelijke beeldtaal door de foto door beweging te laten herleven en de video-opname te vertragen. Vanaf 2004 werd zijn werk narratiever en staat de architectuur centraal. In zijn werk vormt het wachten een steeds terugkerend thema. De duur van een handeling of gebeuren krijgt letterlijk vorm. Door het toepassen van bedachte werkwijzen van versterken en verzwakken, versnellen en vertragen, weet Claerbout een verhelderend inzicht mee te geven. 

## Werken (Selectie)
- Vietnam , 1967, nabij Duc Pho (reconstructie na de Hiromichi-mijn), 2001. Videoprojectie met één kanaal, kleur, zonder geluid, 3 minuten
- Secties van een gelukkig moment , 2007. Eénkanaals videoprojectie, zwart-wit, stereo, 25 min continu
- Arena , 2007. Eénkanaals videoprojectie, kleur, zonder geluid, 33 min.
- Sunrise , 2009. Eénkanaals videoprojectie, kleur, stereo, 18 min.
- The Quiet Shore , 2011. Eénkanaals videoprojectie, zwart-wit, zonder geluid, 36 min continu
- Oliearbeiders (van het Shell-bedrijf uit Nigeria) die thuiskomen van hun werk, overvallen door hevige regen , 2013. HD-kleurenanimatie, zonder geluid

## Tentoonstellingen
- 2011 Wiels, Brussel
- 2009 Museum De Pont, Tilburg
- 2007 Centre Pompidou, Parijs (Frankrijk)
- 2005 Dundee Contemporary Arts Centre, Dundee (Verenigd Koninkrijk)

Van Abbemuseum, Eindhoven (Nederland)
Yvon Lambert Gallery, New York (V.S.)
Akademie der Künste, Berlijn (Duitsland)
- 2004 Herbert Read Gallery, Kent Institute of Art & Design, Canterbury (Verenigd Koninkrijk)

Städtische Galerie im Lenbachhaus und Kunstbau München, München (Duitsland)
- 2003 Galleri K (Former Main Post Office), Oslo (Noorwegen)

Museum Boijmans van Beuningen, Rotterdam (Nederland)
Centro de Arte Contemporanea de Galicia, Santiago di Compostela (Spanje)
Galerie Hauser & Wirth, Zürich (Zwitserland)
- 2002 Kunstverein Hannover, Hannover (Duitsland)

Galerie Annette Gelink, Amsterdam (Nederland)
- 2000 'Project for the Internet: Present', DIA Center for the Arts,

Galerie Micheline Szwajcer, Antwerpen (België)
'Untitled [Single channel projection] / Retrospection', Nicole Klagsbrun Gallery, New York (V.S.)